# 德瓦爾 (肯塔基州)
德瓦爾（英語：Dwale）是位於美國肯塔基州弗洛伊德縣的一個人口普查指定地區。

## 人口
根據2020年美國人口普查的數據，德瓦爾的面積為1.63平方千米，當中陸地面積為1.58平方千米，而水域面積為0.05平方千米。當地共有人口239人，而人口密度為每平方千米146.63人。